# Protoribates capucinus
Protoribates capucinus är en kvalsterart som beskrevs av Berlese 1908. Protoribates capucinus ingår i släktet Protoribates och familjen Protoribatidae.

## Underarter
Arten delas in i följande underarter:
- P. c. capucinus
- P. c. bonairensis
- P. c. tentaculus